# Armigeres hybridus
Armigeres hybridus är en tvåvingeart som beskrevs av Edwards 1914. Armigeres hybridus ingår i släktet Armigeres och familjen stickmyggor. Inga underarter finns listade i Catalogue of Life.